# Сблъсък във въздуха в Чархи Дадри през 1996 г.
На 12 ноември 1996 г. самолетът „Боинг 747-168B“, който изпълнява полет 763 на „Саудиа“, от международното летище „Индира Ганди“, Делхи, Индия, до международното летище „Дахран“, Дахран, Саудитска Арабия, и самолетът „Илюшин Ил-76TD“ при полет 1907 на „Казахстан Еърлайнс“, от летище „Шъмкент“, Шъмкент, Казахстан, за Делхи, се сблъскват над град Чархи Дадри, около 100 км западно от Делхи. Катастрофата убива всички 349 души на борда на двата самолета, което я прави най-смъртоносният сблъсък във въздуха в света и най-смъртоносният авиационен инцидент в Индия.
Окончателният доклад от разследването установява, че „основната и приблизителна причина за сблъсъка“ е неуспехът на казахстанския екипаж да поддържа правилната надморска височина. Допринасящи фактори включват лошите умения по английски език на екипажа на казахстанския самолет, което води до неадекватно тълкуване на указанията от контрола на въздушното движение, и три специфични инцидента на неизправности в управлението на ресурсите на екипажа на борда на „Илюшина“. Докладът също така предлага технически подобрения, които осигуряват помощ за предотвратяване на бъдещите грешки на екипажа.
Впоследствие Генералната дирекция на гражданската авиация задължава всички самолети, които летят в и от Индия, да бъдат оборудвани със система за избягване на сблъсък във въздуха. Това създава световен прецедент за задължително използване на система за избягване на сблъсъци.